# يوجين روبنسون
يوجين روبنسون (بالإنجليزية: Eugene Robinson)‏ هو صحفي أمريكي، ولد في 12 مارس 1954 في أورانجبورغ في الولايات المتحدة.

## وصلات خارجية
- يوجين روبنسون على موقع إن إن دي بي (الإنجليزية)